# Pierre Pasquier (chef d'entreprise)
Pour les articles homonymes, voir Pierre Pasquier et Pasquier.
Pierre Pasquier, nom d'usage de Fernand Pasquier,  né le 20 août 1935, est un chef d'entreprise français. Il est co-fondateur en 1968 de la société de service informatique Sopra qu'il dirigea depuis puis président de Sopra Steria (issue de sa fusion en 2015 avec Steria) ainsi que le président de sa filiale Axway. 

## Formation
Il a une licence de mathématiques de l’Université de Rennes (1962).

## Carrière
Dans le début des années 1960, Pierre Pasquier travaille pour Bull, une filiale de General Electric.
Il investit avec Serge Kampf, son ancien chef de chez Bull, dans la création d'une société de conseil en ingénierie Sogeti devenue Capgemini par la suite. Quand son employeur décide d’arrêter son investissement sur les grandes machines et les mainframes, il quitte l’entreprise.
Il fonde alors Sopra en 1968 à Annecy avec François Odin et Léo Gantelet. La jeune société participe à la création du métier des services informatiques.  
Pierre Pasquier est également président de Axway Software (ancienne filiale du groupe cotée en bourse depuis juin 2011) et de Sopra Consulting (filiale du groupe). Il est aussi membre du Syntec Informatique[réf. nécessaire].
En 2O24, l'assemblée générale de Sopra-Steria a repoussé l'âge limite du président du conseil d'administration à 94 ans — probable record pour une grande société française — permettant à Pierre Pasquier, alors âgé de 89 ans de rester encore quelques années à la tête de Sopra-Steria.

## Rémunération et patrimoine
En 2015, la rémunération de Pierre Pasquier a été de 743 187€ (563 187€ en 2014 et 479 955€ en 2013).
En 2016, Pierre Pasquier et sa famille ont été classés à la 217e place des plus grandes fortunes de France avec 320 M€ de patrimoine (190 M€ en 2015).
En 2024, sa fortune est estimée à plus de 700 millions d'euros grâce aux 14% des actions du groupe Sopra-Steria et aux 20% d'Axway qu'il possède.